# Machaerota fukienicola
Machaerota fukienicola är en insektsart som beskrevs av Maa 1947. Machaerota fukienicola ingår i släktet Machaerota och familjen Machaerotidae. Inga underarter finns listade i Catalogue of Life.